# دهستان چهرگان
دهستان چهرگان یکی از دهستان‌های استان آذربایجان شرقی است که در بخش تسوج شهرستان شبستر واقع شده‌است.
دهستان چهرگان در 10 کیلومتری غرب تسوج واقع گردیده است.